# Миллеровский завод металлургического оборудования
ОАО «Миллеровский завод металлургического оборудования имени П. Ф. Гаврило́ва» (ОАО «МЗМО им. Гаврилова») — одно из старейших предприятий Ростовской области, расположено в городе Миллерово, производитель подъемно-транспортного оборудования.

## История
В 1904 году в городе Миллерово образовался чугуноплавильный завод. Основателями завода были К. Я. Мартенс (англ.), К. А. Дефер (недоступная ссылка) (англ.) и В. П. Дик (англ.), члены общины меннонитов. Миллеровский завод упоминается в романе Тихий Дон, причем утверждается, что из 400 рабочих половина зажиточные баптисты. Предприятие выпускало 2 тысячи штук земледельческих машин в год и приносило хозяевам доход в 150 тысяч рублей. Оборудовано было нефтяным двигателем в 25 лошадиных сил, паровым двигателем и семью токарными станками. Работали 100 человек взрослых и 15 учеников-подростков, получая от 40 до 60 рублей в месяц. Долю чугунолитейного завода имели братья Эдигер и Унрау. Производил он тысячу штук земледельческих орудий с доходом в 75 тысяч рублей. Рабочих было 35 человек. Все эти небольшие предприятия дали начало заводу.
В 1918 году, после Революции завод Мартенса, Дефера и Дика был национализирован и переименован в Первый Советский Механический завод.
В 1925 году завод был переименован в Союзный Государственный завод подъемно-транспортного оборудования, а в 1928 году заводу было присвоено наименование имени П. Ф. Гаврилова.
О Петре Федоровиче Гаврило́ве, в честь которого назван завод, известно, что появился он на заводе задолго до Революции. Вел агитацию среди рабочих, распространял листовки. После Революции стал первым председателем Миллеровского Ревкома.
С 1927 года завод переключается на производство ручных лебедок. Ведется реконструкция цехов, налаживается новое оборудование. На производстве занято более 200 человек.
В 1937 году предприятие передается в ведение наркомата тяжелого машиностроения. Завод выпускает уже электрические лебедки и поворотные краны.
В 1941 году, с началом Великой Отечественной войны, завод перестроился на военный лад, максимально выполняя оборонный заказ. Кроме своей обычной продукции завод стал выпускать гранаты, автоматы, детонаторы, корпуса противотанковых и больших противопехотных мин, упрощённых взрывателей, лож, стволов из негодных винтовок в своих цехах.
В ноябре 1943 года принято решение о полном восстановлении и расширении Миллеровского машиностроительного завода, а также создания на его базе предприятия по производству подъёмно-транспортных машин, ручных и электрических лебёдок, тяжёлых мостовых и портальных кранов и прочего оборудования для восстановительно-строительных работ машиностроительных заводов, шахт, портов.
В 1947 году завод начал изготовлять новую продукцию — тракторные шпили, лебёдки и другое.
В 1951 году коллектив машиностроителей освоил около 70 машин и узлов. Широко внедрялись методы скоростного резания металла. Производительность труда возросла в 3,5 раза.
В 1954 году освоен выпуск 70 процентов новых видов сельхозмашин, прокатного, гидротехнического оборудования. Предприятие оснащается новейшей техникой, смогло выполнить заказы для угольной и металлургической промышленности.
В 1956 году объём товарной и валовой продукции увеличен до 6 млн.рублей, выпускается до 300 штук подъемников Шевьева в год, лебедок ЛЩЦ — до 3 тысяч штук, редукторов РМ-400 — до 300. Тогда был значительно расширен станочный парк, установлено 13 новых высокопроизводительных станков, карусельный станок, 400-килограммовый молот в заготовительном цехе. Построили свою электростанцию, оборудовали ремонтный цех.
В 1970-е годы сделана пристройка к цеху металлоконструкций, реконструирован кузнечный цех, построены заводоуправление и трехэтажный жилой дом.
В 1980-е годы продукция предприятия — лебёдки для доменного и сталеплавильного оборудования, подъёмно-транспортные механизмы — поставляется в 26 зарубежных стран.
В начале 90-х годов Машиностроительный Завод стал акционерным обществом открытого типа — ОАО «Миллеровский Завод Металлургического Оборудования имени Гаврилова».

## Настоящее время
Сегодня, 12 февраля 2021 года завод пребывает в абсолютно разрушенном состоянии. На его месте планируется постройка бизнес-центра.
Ранее завод МЗМО специализировался на выпуске подъемного оборудования, грузозахватного оборудования, маневрового оборудования, различного нестандартного оборудования для чёрной и цветной металлургии, горнодобывающей, и химической промышленности. Особым типом продукции для завода являются вагонотолкатели электрические.
В настоящее время предприятие испытывает финансовые трудности. В частности, определением Арбитражного суда Ростовской области от 02.08.2016 г. по делу А53-34038/15, в рамках дела о банкротстве, в отношении АО «МЗМО» введено наблюдение, назначен временный управляющий.